# Jun Tosaka
Jun Tosaka (戸坂 潤, Tosaka Jun), né le 27 septembre 1900 à Tokyo et mort le 9 août 1945 à Nagano, est un intellectuel marxiste japonais de l'ère Showa.

## Œuvres
En français
- « Vocation théorique du concept de ‘caractère’: à propos d’un programme », trad. par Brice Fauconnier, dans Laval théologique et philosophique (LTP), Laval, Canada, juin 2008, p. 259-376 ; trad. de : « Seikaku gainen no riron teki shimei―hitotsu no keikaku ni tsuite » 「性格」概念の理論的使命――一つの計画について, dans Sous le drapeau d’une science nouvelle, Shinkagaku no hata no moto ni 新科学の旗のもとに, Shinkô kagaku-sha, vol. I, no 2, Tokyo, novembre 1928, p. 71-96.
- « L’espace en tant que caractère－aperçu de la théorie », trad. par Yoshinori Tsuzaki, dans Philosophie japonaise Le néant, le monde, le corps, Paris, Vrin, 2013, p. 320-348 ; trad. de : « Seikaku toshite no kûkan―riron no rinkaku » 性格としての空間――理論の輪郭, dans Shisô 思想 (Pensée), Tokyo, Iwanami shoten, août 1927, no 72, p. 146-170.

En anglais
- Dans David I. Dilworth, Valdo H. Viglielmo, Augustin Jacinto Zavala, Sourcebook for modern Japanese philosophy, Westport, Greenwood Press, 1998 :
  - « History and Dialectics : Metaphysical Categories are not Philosophical Categories » p. 330-339 ; trad. de : « Reshiki to benshôhô benshôhô teki hanchû wa tetsugaku teki dewanai » 歴史と弁証法――弁証法的範疇は哲学的範疇ではない, dans Risô 理想 (Idées) no 30, février 1932.
  - « Preface to « Intellectual Problems of Contemporary Japan : Japanism, Liberalism, Materialism » p. 339-361 ; trad. de : « Joron gendai nihon no shisô jô no sho mondai : nipponshugi jiyûshugi yuibutsuron » 序論 現代日本の思想上の諸問題――日本主義・自由主義・唯物論, in Essais sur l’idéologie japonaise Nihon ideorogî-ron 日本イデオロギー論, 3e éd., Tokyo, Hakuyô-sha, 1937, p. 3-18.
  - « Is the Logic of Nothingness Logic ?: On the method of Nishida Philosophy » p. 362-371 ; trad. de : « Mu no ronri wa ronri de aru no ka : Nishida tetsugaku no hôhô ni tsuite » 「無の論理」は論理的であるのか――西田哲学の方法について, dans Études matérialistes Yuibutsuron kenkyû 唯物論研究 no 6, avril 1933, p. 3-17.
- « Time, History and Morality », trad. par Takahiro Nakajima, dans William W. Heisig, Thomas P. Kasulis, John C. Maraldo, Japanese philosophy : a sourcebook, Honolulu, University of Hawai Press, 2011, p. 879-881 ; trad. extraits de イデオロギーの論理学、Œuvres complètes de Tosaka Jun, Tokyo, Keisô shoten, 1966−1967, T. 2, p. 1-80, 現代哲学講話　Œuvres complètes de Tosaka Jun, T. 3, p. 1-218, 思想と風俗, Œuvres complètes de Tosaka Jun, T. 4, p. 269-453, 日本イデオロギー論, Œuvres complètes de Tosaka Jun, T. 2, p. 225-438, 世界の一環としての日本, Œuvres complètes de Tosaka Jun, T. 5, p. 3-226.
- Dans Ken C. Kawashima, Fabian Shäfer, Robert Stolz (dir.), Tosaka Jun : a Critical Reader, Ithaca, New York : East Asia Program, Cornell univ. Press, 2013.